# Друзи
Друзи (арабська: درزي, множина, دروز,; івр. דרוזים) — релігійна спільнота, розташована перш за все в Лівані, Ізраїлі та Сирії, традиційна релігія якої почала відгалуження від ісмаїлітської секти ісламу, але унікальна в поєднанні гностицизму, неоплатонізму й інших філософій. Теологічно, друзи вважають себе «ісламською сектою». Друзи називають себе Агль Аль-Тавгід («Люди Єдності») або аль-Муваххідун (Прихильники об'єднання).
Релігія друзів відкололася в ХІ столітті від шиїтської секти ісмаїлітів, але надалі значно змінилася. Друзька віра виникла на початку ХІ століття під впливом проповіді місіонера Мухаммеда бен Ісмаїла Наштакина ад-Даразі (і названа за його іменем) серед ісмаїлітів Єгипту та Південного Лівану. Самі друзи нерідко негативно ставляться до особи Даразі й слова «друзи», як самоназву не вживають (часто сприймають його, як образливе).
Перехід друза в іншу релігію неможливий, оскільки він означав би й утрату національної приналежності. Друзом вважається тільки той, чиї мати й батько — друзи. Прийняти віросповідання друзів неможливо, оскільки не існує інституту переходу в друзьку віру. Самі друзи, вірячи в переселення душ, стверджують, що кожній людській душі була представлена можливість прийняти друзьке віросповідання в період так званих «відчинених брам» (до XV століття християнського літочислення, за деякими іншими відомостями — до ХІІ–ХІІІ століття). Усі душі, які ухвалили рішення про перехід до друзької віри, перероджуються в друзів, решта душ відмовилася від переходу в друзьку віру.
Друзи приймають доктрину такія («второпність», яка може використовуватися для заховання справжніх поглядів), згідно з якою вірний, що живе у ворожому середовищі, може зовні прийняти її умовності, зберігаючи в душі дійсну віру. Брехня та дезінформація іновірців заради вигоди громади не є кепським учинком. Друзьке суспільство є замкнутою організацією, очолюваною уккаль (розумні, знавці, множина від акиль), які керують масою вірних (джуххаль — неосвічені, множина від джахиль). Вважається, що існує досить складна ієрархія уккаль.

Прапор друзької громади

Є також вищі духовні авторитети, яких називають «аджавід» (множина від джеїд), — досконалі. Уккаль можна стати тільки після досягнення 40 років, пройшовши серію спеціальних багаторічних курсів і програм релігійного й філософського навчання. Заведено вважати, що, наприклад, ні Камаль Джумблат, ні Валід Джумблат уккаль не були, та й не могли ними бути. Ряд фахівців відзначає наявність конфліктів між уккаль і світським керівництвом друзької громади.

## Мова
Близькосхідні друзи говорять сиро-ліванським і палестинсько-йорданським діалектами арабської мови. Чисельність друзів в наш час[коли?] перевищує три мільйони. Найчисельніша їхня громада у Сирії (район Джебель-аль-Друз, адміністративний центр — місто Ас-Сувейда) — понад 800 тисяч осіб. Понад півмільйона друзів проживає в Лівані, головним чином в гірських районах південної частини країни. Близько 120 тисяч друзів живе в Ізраїлі.
Значна кількість друзів продовжує емігрувати в США, Канаду, Західну Європу, де існують численні друзькі громади. Значна частина друзьких емігрантів забуває рідну мову і вже у другому-третьому поколінні починає розмовляти тільки мовою країни перебування (частіше англійською, французькою, іспанською тощо).

## Історія

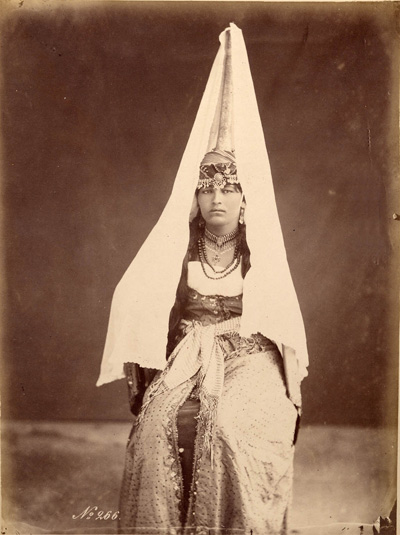
Жінка-друзка в традиційному одязі, 1870

Найвідоміша з сект шиїтів — ісмаїліти — виникла в VIII столітті. У її основі лежало, за не цілком достовірними даними, вчення про «інкарнацію» (хулул) — «втілення Божества в людині», нібито загальне для крайніх сект шиїзму, яких звинувачували в тому, що вони обожнювали пророка Мухаммеда, халіфа Алі як його наступника і наступних імамів з роду Алідів.
У 996–1021 роках в Єгипті керував ісмаїлітський фатимідський халіф Аль-Хакім, який почав великомасштабну програму адміністративних реформ і готував велику кампанію проти візантійців у Сирії і Малій Азії, а також незалежно від неї проти Аббасидів в Месопотамії. Разом з тим, за свідченнями його супротивників, він був ексцентричною і навіть психічно хворою людиною. Загалом, ряд сходознавців вважає, що його правління було відмічене занепадом халіфської влади (наприклад, ця точка зору відображена у Великій радянській енциклопедії).
Опоненти Хакима стверджували, що він нібито оголосив себе інкарнацією бога, що не підтверджується листуванням Хакима, яке збереглося до наших часів. Вірогіднішою здається точка зору, що деякі «надмірно наближені» придворні поширювали це твердження проти волі Аль Хакима. Не можна виключати, що найвідомішим пропагандистом цієї точки зору був Даразі.
Очевидно (але строго не доведено), що Даразі зіграв вирішальну роль в оформленні ідеології реформ Хакіма і проведенні цих самих реформ в період найрадикальніших заходів і в знищенні опозиції реформам, щонайменше, в галузі зовнішньої політики, пропаганди ісмаїлізму за кордоном, а також управління завойованими провінціями Фатимідами. С. Гафуров припускав, що опонентами Даразі виступало консервативне керівництво християнських церков, що «вписалися у фатимідський істеблішмент».
Християни різних конфесій і юдеї були основою адміністративного апарату Фатимідів, які, будучи вихідцями з відсталої частини Північної Африки і революційними руйнівниками сунітського державного апарату, були вимушені в частині цивільної адміністрації спиратися на освіченіші християнські і юдейські верстви, при цьому підтримуючи баланс сил між різними християнськими конфесіями: православними, коптами, різними видами несторіан, католиками, а також національними церквами — вірменською і ефіопською. Проте до часу правління Хакима, цей баланс був різко порушений на користь коптів і частково православних-мелькитів, які посіли провідні адміністративні посади.
На першому етапі реформ Хаким підтримав Даразі, завдаючи удару по традиційних християнських конфесіях і підтримуючи опозиційні християнські церкви і юдейську громаду, граючи на майнових конфліктах між християнськими конфесіями. Проте, на думку Гафурова, надалі представникам консервативної християнської еліти вдалося взяти верх, що призвело до опали (і, можливо, страти) Даразі.
Поширена (з ісмаїлітських джерел) версія, що Даразі потрапив в немилість після того, як проголосив (очевидно проти волі самого халіфа) Аль-Хакима інкарнацією бога. За однією версією він втік до Лівану, де почав проповідувати вчення про божественність Хакима, за іншою — був страчений.
Його учнем і, ймовірно, продовжувачем його справи був Хамза Ібн Алі ібн Ахмад, хоча за версією, поширеною серед друзів, Хамза сильно розходився в поглядах з Даразі і фактично був його опонентом. Нарешті є поширена в близьких до друзьких шейхів колах, версія, що не Хамза був учнем Даразі, а, навпаки, Даразі був учнем Хамзи, що спотворив волю і думки свого вчителя. Ця версія дає незрозумілу картину про нібито існуючий триумвірат однодумців — Аль Хакима, Хамзи і Даразі, яка навряд чи може бути прийнята через відмінність статусу цих трьох діячів і відомі нам більш-менш достовірні факти.
Реформаторська діяльність Аль-Хакима викликала розкол серед його наближених.
Найрадикальніші ісмаїліти після переходу Аль Хакима до більш зваженої політики і імовірної опали і навіть страти Даразі покинули двір Хакима і сховалися в горах Лівану, де почали активну пропагандистську діяльність. У 1021 році Аль-Хаким зник за таємничих обставин — мабуть, був убитий своїми наближеними, які негайно розпочали кампанію із звинувачення Хакима. З урахуванням часу, потрібного для розповсюдження відомостей про смерть халіфа, а також сумнівів у їхній достовірності, прото-друзи вірили, що він не помер, а пішов «в заховання» (ховається і готує сили для повернення собі престолу). Пізніше це трансформувалося в релігійне переконання, що Хаким з'явиться в день Страшного суду як Магді. Погляди Даразі прийняли племена і клани, що склали основу друзів.
Базілі відзначає, що разом з ними були і «інші розкольники ісламу, що втекли з Месопотамії», які разом з прихильниками Даразі з Єгипту і Леванту і «склали в Лівані незалежне плем'я друзів». Базілі вважав, що «при самому початку свого політичного існування це плем'я з'являється розділеним на дві партії — ємені і кейси… Сімейства Танух, Джамаль ед-Дін, Алям ед-Дін були ємені. Еміри Маан були на чолі опозиційної партії кейсів. Вони були утішені прибуттям нових союзників в сусідній Антиліван, бо Шігаби, за походженням з Хіджазу, належали до партії кейсів. Маани з своїх родоводів відкрили старовинні зв'язки і спорідненість свого роду з предками Шигабів в Аравії. Споріднені зв'язки поновилися між двома сімействами, підкріпили політичний союз, що нерозривно існував близько шести століть у боротьбі двох народних партій, а потім узаконили перехід до Шигабів спадщини Маанів після уривання роду останніх в кінці XVII ст.»
У XII і XIII ст. друзи брали діяльну участь в боротьбі з хрестоносцями, а після їх вигнання продовжували складати конфедерації з іншими панівними емірами, вести війни і поширювати свій вплив на інші області Сирії, що визнавали тоді над собою владу єгипетських султанів. При вторгненні монголів під керівництвом Хулагу, і при нападі Тимурленга, Шигаби, князівство яких знаходилося в Антиліванському хребті по сусідству з Дамаском, було підкорене і розорене дикими завойовниками, і вони шукали притулки на Ліванському хребті, в неприступній місцевості Шуф, де встояли еміри Маани.
«При завоюванні Сирії турками (у 1516 р.) і після розбиття султаном Селімом халебських емірів і військ єгипетського еміра Південного Лівану і Антилівану, між якими особливо славився Фахр ед-Дін Маан, засновник величі друзів, перейшли на бік переможця, допомогли йому своєю зброєю і були ним затверджені в своїх спадкових уділах». Володарі північних відрогів Лівану, еміри Танух і Джамаль ед-Дін залишалися вірними єгипетському правлінню, а тому були вимушені рятуватися втечею від турецького вторгнення.
Таким чином, впродовж середніх століть і нового часу друзи мали свою спадкову землевласницьку аристократію, династії правлячих емірів Маани, яких змінили Шігаби і ін.). Найбільшого піднесення влада друзьких емірів в Лівані досягла при Фахр-ад-Дині (Фахраддині) II Маані (правив в 1590—1633 роках) і Баширі II Шігабі (правив в 1788 або 1789—1840 роках). Основним заняттям населення було землеробство; ремеслом і торгівлею друзи до початку 20 століття майже не займалися.
Турецький уряд систематично розпалював конфлікти між алавітами і друзами для протидії феодальній вольниці, послідовно підтримуючи то одну, то іншу сторони, хоча алавітські шейхи Хамаді і еміри Харфуш з місцевостей Джубейль і Баальбек з власної волі визнавали над собою владу Фахреддіна і домагалися його заступництва. Племена алавітів також займали околиці Сайди і містечко Сур. Алавіти і друзи багато разів об'єднувалися в боротьбі з турками і єгиптянами.
На початку XVIII століття в результаті війни між кланами Джумблатів і Арсланів, з одного боку, і аль-Атрашів, які були нащадками Фахраддіна Маана, і Хамданів, з іншого боку, частина друзів (аль-Атраші, і Хамдани) переселилася в Хауран (сучасна Сирія), район, що отримав назву Джебель-Друз (гори друзів).
У XVIII столітті алавітські феодали і племена в Леванті стали сильнішими, ніж друзи. У цей період друзи часто підтримували алавітів, незважаючи на підступи турецьких спеціальних служб, що намагалися розпалити конфлікти між друзами, алавітами і ісмаїлітами. Останні ж, виступивши проти алавітів, були практично повністю витиснені з своїх територій в Леванті. (Алавітський шейх Насиф Нассар, окрім іншого, виступив союзником російського Середземноморського флоту під час російсько-турецької війни 1768—1774 рр., коли Катерина II направила російську ескадру під командуванням А. Г. Орлова з Балтійського в Середземне море для операцій проти турецького флоту і для підтримки антитурецького руху греків і слов'ян. Після поразки турецького флоту в битві при Чесмі 26 червня 1770 р. російська ескадра повністю контролювала східну частину Середземного моря. Основна база російського флоту знаходилася на о-ві Паросі в порту Ауза, звідки російські судна блокували середземноморські володіння Туреччини і знищували залишки турецького флоту). Під час Єгипетського походу Бонапарта алавіти підтримали французьку армію при облозі Акки. Після капітуляції французького експедиційного корпусу шейхи алавітів стали жертвою мстивості турецьких пашів, мамелюків і місцевих феодалів. Вони намагалися звернутися за порятунком до своїх історичних ворогів друзів, але ті відмовили в допомозі, головним чином, через невизначеність свого власного статусу і історичні зв'язки з Британією. Проте, друзькі шейхи змогли помітно понизити масштаби розправи, яка не прийняла форми геноциду, але обмежилася ліквідацією великої частини феодальної верхівки і різкого скорочення територій під контролем алавітських шейхів.
У 40–60-х роках XIX століття в Лівані відбувалися озброєні сутички між різними громадами, особливу запеклість прийняв затяжний конфлікт між друзами і християнами-маронітами (найбільші спалахи бойових дій в 1841, 1845, 1860 роках). Насправді релігійний антагонізм грав меншу роль, ніж проблеми експлуатації селян і проблеми оттоманського адміністративного поділу в Леванті. Як правило, культові споруди сторонами не знищувалися, а замахи на християнських кліриків і аджавідів розглядалися обома сторонами як украй кепські речі. Вирішальну роль зіграв той факт, що конфлікт розпалювався інтригами європейських держав, що змагалися в Сирії і Лівані, причому Британія підтримувала друзів, Франція — маронітів, а Росія — православних.
Спроби уряду Османської імперії в 2-ій половині 19 ст. покласти край друзьким «вольностям» (відсутність військової повинності, право носіння зброї, необмежена влада друзької шляхти над рештою друзів) викликали часті антитурецькі виступи (1869, 1888, 1894—1897, 1904, 1910 і ін.).
Після першої світової війни за угодою Сайкс-Піко друзькі території в Лівані і Сирії увійшли до складу французького мандату (1920—1943), проте британські зовнішньополітичні і секретні відомства продовжували інтенсивні контакти з левантійськими друзами. Джебель-друз був центром загальносирійського національного повстання в 1925–27 роках. У 1921—1936 роках автономна друзька держава існувала в рамках французького мандату.
У роки II світової війни після кровопролитного звільнення Лівану військами Воюючої Франції (пізніше Вільна Франція) і Великої Британії в 1941 році від вішитських військ генерала Денца, британці спробували сформувати друзькі кавалерійські ескадрони під своїм керівництвом і зайняли французьке представництво в Ас-Сувейді. Це привело до гострого конфлікту режиму Де Голля і Уряду Черчилля. За словами Де Голля це був «найгостріший конфлікт» між Британією і його режимом. Крім того, британці монополізували торгівлю Лівану та отримали право на будівництво залізниці без узгодження з Де Голлем.
При формуванні перших незалежних, але підмандатних Урядів Лівану друзи отримували в них одну-дві міністерські посади. В наш час[коли?] друзам зазвичай надається три міністерські посади, причому завжди їм віддається пост Міністра у справах переміщених осіб.

## Вірування друзів
Всі відомості, які має в своєму розпорядженні західне сходознавство про релігію друзів, слід вважати не цілком достовірними. Це положення погіршується застосуванням принципу такийя (уявна обмовка), що дозволяє друзам публічно відмовлятися від своєї релігії, зберігаючи їй вірність в душі, а також тим фактом, що серед друзів-уккаль практично не було віровідступників, що розкривають секрети своєї релігії. Розголошування ж секретів уккаль карається стратою. Блаватська відзначала: «Твір, дарований французькому королеві Наср-Аллахом як частина Писань друзів і перекладений „Petis de la Croix“ в 1701 році, — це явна підробка. Жодна з копій, що містяться в Бодлеанській, Віденській або Ватиканській бібліотеках, не є справжнім, і крім того, всі вони є копіями один одного. Велика була завжди цікавість мандрівників, і ще більшими — зусилля упертих і настирливих місіонерів проникнути за завісу друзького культу, але всі вони закінчилися безрезультатно».
Ймовірно, релігію друзів систематизував як самостійну парадигму, Хамза Ібн Алі — сучасник Ад-Даразі (за друзькими легендами — опонент Даразі; за відомостями супротивників друзів, однодумець і учень Даразі). Найбільшим ідеологом друзької релігії був ас-Сайїд Абдалла ат-Танухі (помер 1480).
Друзька релігія суміщає принцип єдинобожжя з визнанням останнього божественного втілення в фатимідському халіфі Аль Хакимі.
Релігійні збори проходять в будинках для зборів (хальва) (у сучасних друзів ці будівлі формою нагадують маленькі стадіончики) по четвергах після заходу сонця. Деякі обряди культової практики друзів, ймовірно, уккаль проводять в малодоступних місцях, в строгій таємниці.
Основною цінністю для людини вважається істина. Друзи, ймовірно, вірять, що Бог розкриває себе в послідовних інкарнаціях. Першим його проявом був Універсальний Розум, який утілився в Хамзі Ібн Алі. Шануючи Старий Заповіт, Новий Заповіт, а так само Коран, друзи читають власні священні книги в будинках для зборів (хальва). У європейському сходознавстві вважається, що основною культовою книгою друзів є «Расаіль аль Хікма» (Листи про знання), копія якої знаходиться в загорнутому стані в місцях паломництва друзів, проте торкатися до неї мають право тільки друзи, що пройшли спеціальну підготовку. Разом з тим, друзи в бесідах з іновірцями часто підкреслюють, що єдиною релігійною книгою в їх будинку є Коран, даючи зрозуміти, що друзькі тексти не є сакральними, являють собою лише вчені коментарі на святі тексти.
Для друзької релігійної практики характерна наявність великої кількості місць для паломництва, які відвідують (зазвичай сім'ями) друзи з різних країн. Такі місця часто служать місцем знайомств друзької молоді, де відбувається велика кількість шлюбів друзів з різним громадянством.
Ряд європейських езотеричних мислителів (наприклад, Блаватська) вважає релігію друзів (а заразом і алавітів) видозміненим спадкоємцем «платонічних», «гностичних», езотеричних стародавніх культів. Проте серйозні сходознавці до таких положень відносяться з скепсисом і рідко беруть це до уваги.

### Релігія друзів і іслам
Питання про те, чи є релігія друзів самостійною або частиною ісламу, залишається дискусійним. Крім іншого воно несе і політичне значення, оскільки у ряді країн (наприклад, Сирії, Ізраїлі або Лівані) деякі вищі посадові пости можуть займати за засновницькими або конституціональними актами тільки мусульмани, юдеї або християни. У зв'язку з цим важливою є класифікація релігії друзів.
З формальної точки зору мусульманином є той, хто у присутності двох свідків вимовить символ віри, що складається з двох положень: (1) про те, що бог єдиний і (2) що Мухаммед є пророком бога. За ісламським законодавством це необхідно і достатньо для визнання людини мусульманином. Друзька релігійна практика визнає обидва положення. Проте низка мусульманських юристів (найвідоміший — Ібн Таймійя) видавали фетви про те, що друзи не можуть бути суб'єктами правовідносин з мусульманами за законами, які регулюють відносини між мусульманами. Положення посилюється практикою «такия», яка дозволяє друзам, наприклад, вимовляти шагаду, роблячи в думці уявну обмовку, яка із їхньої точки зору, позбавляє клятву сакрального сенсу. Наголошувалося, що в Сирії друзи в розмовах з іновірцями воліють називати себе мусульманами, а в Ізраїлі — самостійною релігією.
Для друзів обов'язкова моногамія, молитва може бути замінена медитацією і не є обов'язковою, піст замінений періодами мовчання і сприймається як утримання від відкриття істини необізнаним, закят (милостиня на користь бідних) не регламентований і сприймається як взаємодопомога. Друзи відзначають тільки два свята: загальномусульманське свято жертвопринесення і загальношиїтський траурний день Ашура.

### Вчення про переселення душ (танассух)
Друзи визнають вчення про переселення душ. На думку друзів, існує обмежена кількість душ, які переходять з одного тіла в інше у момент смерті. Для душі визначені поняття, близькі до поняття карми — детермінованої і відсутньої свободи волі, сама душа при цьому, виникнувши від іскри вічної волі, безсмертна. Всі діяння душі протягом всіх її перевтілень будуть враховані на Страшному Суді.
Вчення про переселення душ служило важливим чинником в морально-психологічній підготовці відомої друзької кавалерії (британські збройні сили наполягали на формуванні друзьких ескадронів для своєї армії навіть під час II світової війни). Оскільки душа відроджується в новому тілі, то смерть не лякає друзьких бійців, які йшли в атаку з відомим вигуком «В утробі матері!» (я знов з'явлюся), що наводив жах на супротивників (починаючи від хрестоносців і закінчуючи маронітськими феодалами).
Під питанням залишається наявність душі у жінки. Ряд джерел стверджує, що згідно з друзькими віруваннями у жінок безсмертної душі немає, проте достовірніші джерела повідомляють, що друзи вважають, що душа за своєю суттю безстатева, а отже, може відроджуватися як в чоловічому, так і в жіночому тілі. Це знайшло віддзеркалення в ліванській школі психоаналізу.
Доктрина Танассух знаходить своє віддзеркалення в друзькій літературі і фольклорі, де, як літературний прийом часто використовуються спогади про попередні життя ліричного героя. Дуже часто описується ліричний герой, що проживає безліч життів; при цьому виходить раціональний, але дуже емоційний, надзвичайно тонкий, такий, що «рве душу» текст.

## Виноски
1. ↑  Al-Maðhab at-Tawḥīdī ad-Durzī p. 66 by Najib Israwi, cited in Samy Swayd 1998, The Druzes: An Annotated Bibliography, ISBN 0-9662932-0-7
2. ↑  (рос.) С.Гафуров объяснял это отношение друзов к Дарази по аналогии: «Представьте себе, что существует группа в мировом коммунистическом движении, исторически разделявшая взгляды Григория Зиновьева, но после его самооговора на Московских процессах, осудившая малодушие Зиновьева. Тем не менее, остальные коммунисты называют их „зиновьевцами“, хотя сами они предпочитают называть себя „левыми коммунистами“. Так же и с друзами. Дарази сыграл роль в их становлении, но относятся они к его деятельности негативно и называют себя „объединившимися единобожниками“, хотя для своих врагов они навсегда останутся связанными с Дарази»
3. ↑  (рос.) С.Гафуров отмечал, что «иерархия уккаль просто обязана существовать, хотя бы потому, что уккаль в исламском (да и колониальном) праве выполняли судебные функции, что порождает необходимость в аппеляционных инстанциях. Очевидно, классификацию уккаль ввел Ас-Саййид Танухи».